# Adjarra
Adjarra – miasto w Beninie, w departamencie Ouémé. Położone jest północno-wschodnich przedmiściach stolicy kraju, Porto-Novo. W spisie ludności z 11 maja 2013 roku liczyło 24 132 mieszkańców.